# ポール・サミュエルソン
ポール・アンソニー・サミュエルソン（Paul Anthony Samuelson、1915年5月15日 - 2009年12月13日）は、アメリカの経済学者。顕示選好の弱公理、ストルパー=サミュエルソンの定理、サミュエルソン=ヒックスの乗数・加速度モデル、バーグソン=サミュエルソン型社会厚生関数、新古典派総合などで知られる。第1回ジョン・ベイツ・クラーク賞受賞（1947年）、第2回ノーベル経済学賞受賞（1970年）。

## 略歴
1915年にインディアナ州ゲーリーのユダヤ人家庭に生まれ、大恐慌の最中であった1932年には16歳でシカゴ大学に入学、1935年に卒業した。その後、1936年にハーバード大学大学院に進学し、1941年に博士号を取得した。シカゴ大学でフランク・ナイトらシカゴ学派から価格理論を叩き込まれ、ハーバード大学で数学や物理学を修めたことが、後の彼の理論的性格を方向付けたと言われる。学位取得に先立ち、MITで教鞭を執り、1944年に准教授、1947年には教授となった。
1947年に出版された『経済分析の基礎』で一躍有名になり、その後は、ジョン・ベイツ・クラーク賞受賞（1947年）、計量経済学会会長（1953年）、アメリカ経済学会会長（1961年）、ノーベル経済学賞受賞（1970年）、アメリカ国家科学賞受賞（1996年）など、数々の栄誉に輝いた。また、戦時生産局、財務省、経済顧問会議、予算局、連邦準備銀行など、多くの政府諸機関で補佐官を務めた。
2009年 にマサチューセッツ州の自宅で死去。94歳であった。

## 業績

### 顕示選好理論
23歳の時に書かれた処女論文「消費者行動の純粋理論ノート」（『エコノミカ』所収）において、需要曲線が限界効用理論の助けを借りなくても、市場で観察可能な購入のみに「顕示された」選好から引き出せることを示した（顕示選好理論）。
なお、理論経済学者森嶋通夫はサミュエルソンの業績について、「顕示選好理論以外は独創性がない」と語っている。

### 乗数・加速度モデル
1939年に発表した論文「乗数分析と加速度原理との相互作用」（『レビュー・オブ・エコノミクス・アンド・スタティスティクス』所収）において、ケインズ主義所得決定理論にロイ・ハロッドの「加速度」理論を応用することによって近代の恐慌問題を理論的に説明した（サミュエルソン＝ヒックスの乗数・加速度モデル）。
- 1941年に学位論文として著され、1947年に出版された『経済分析の基礎』は、経済動学に関する現代的関心の発端になった[4]。

### 国際貿易理論
1948年に発表した論文「国際貿易と要素価格均等化」（『エコノミック・ジャーナル』所収）では自由貿易を限界まで推し進めるために必要な厳密な条件を数学的に証明した。さらに1949年、1953年の一連の論文において、アバ・ラーナーとは独立に要素価格等価定理を証明した。国際貿易理論の分野では「ストルパー=サミュエルソンの定理」として知られる。ヘクシャー・オリーンの定理はこれを一般化したものである。

### 新古典派総合
著書『経済学(Economics: An Introductory Analysis)』（初版は1948年出版）において、「不完全雇用時にはケインズ主義的介入を行うべきであるが、ひとたび完全雇用に達すれば新古典派理論がその真価を発揮する」という新古典派総合を主張し、新古典派ミクロ経済学とケインズ主義マクロ経済学の関係性についての見解を示した。なお、本書は経済学の教科書として全世界で一千万部を超えるベストセラーとなっている。

### 公共財の理論
1954年に発表した論文「公共支出の純粋理論」（『レビュー・オブ・エコノミクス・アンド・スタティスティクス』所収）において、公共財を初めて厳密に定義し、公共財の最適供給条件である「サミュエルソン条件」を導出した。

### マルクス経済学批判
カール・マルクスの経済理論、マルクス経済学を批判している。
「経済学者と思想の歴史」(1962)では、経済学者ヘンリー・ケアリー(Henry Charles Carey)が示すように、労働価値説が技術進歩とむすびつけられると、極端な仮定をしない限りは、賃金と生活水準は上昇するが、そうならないためにマルクスは搾取理論によって説明し、資本家が労働者を最低賃金で働かせる問題に関して、独占が分配に対して及ぼす効力ではなく、「産業予備軍」で説明しようとした。しかし、マルクスは、「産業予備軍」の静学理論を作らず、これがマルクスの窮乏化予言や分配論のアキレスの踵となったとサミュエルソンはいう。完全競争の下では、技術の進歩は、利潤率を法外に引き上げるほど労働節約的なものでない限りは、かならず実質賃金を上昇させる。マルクスが、土地の希少性と収穫逓減法則を強調したリカードを捨て去る以上、利潤率と実質賃金の双方が下がると主張するのは矛盾している。また、マルクスは生前当時、新しい生産方法と新しい設備投資によって実質賃金がどれほど上昇したのかをまったく理解していなかった。
マルクスの追随者は、マルクス主義は科学的基礎を持つがゆえに、必然性と格別な正しさがあると考えたが、そこでいう「科学」とは、取引や生産活動についての情報の集積や、一般に経済学とよばれる経済行動関係の分析法としての社会科学ではなく、唯物史観、階級闘争の政治理論、ヘーゲル哲学の転倒を意味するとサミュエルソンは指摘する。
「経済学としてのマルクス経済学」(1967)では、マルクスが予言した労働者階級の窮乏化は事実としては明らかに生じず、預言者としてのマルクスはこの点になるとおそろしく不幸であり、マルクスの体系はまったく無力なものとなるとし、「マルクスのプディングの味を証明するためには、ただアメリカや西ヨーロッパの経済体制を扱ったソヴィエトのテキストを読むだけでよい。審美的なことは別としても、それらの予測力は信じ難いほど誤謬にみちており、おそらく格言の言葉でのみ理解しうるものであろう。＜マルクス主義は、マルクス主義者にとってのアヘンである＞」とサミュエルソンは述べた。

## 逸話
- ハーバード大学の博士試験で、試験終了後、ヨーゼフ・シュンペーターが試験官のワシリー・レオンチェフに「我々はサミュエルソンから合格点をもらえただろうか」といったという[12]。
- 数学が得意でなかったことで知られるシュンペーター教授が（かつての教え子である）サミュエルソンの数学の授業を受講したという逸話がある[13]。
- 経済学者の佐和隆光によれば、1969年にノーベル経済学賞が設立されたのは、サミュエルソンにノーベル賞を与えるためであるという説すらある[3]。佐和は、サミュエルソンのノーベル経済学賞受賞について、「一般的な理由でノーベル賞を受けた人は、後にも先にもサミュエルソンのみであり、それだけサミュエルソンの近代経済学への貢献が大きかった」、「二十世紀後半の経済学は善悪はともかく、サミュエルソンの描いたシナリオ通りに展開してきた。だから経済学のノーベル賞も成り立ち得たし、サミュエルソンがノーベル経済学賞の栄誉に輝いたのも故無しとはしない」と述べている[3]。

## 著作（日本語訳）
- 『乘數理論と加速度原理』、高橋長太郎監訳、勁草書房、1953年（増補版1959年）
- 『サムエルソン　経済学概説』上・下、川田寿訳、慶應通信、（上）1957年、（下）1958年
- 『経済学――入門的分析（上・下）』、都留重人訳、岩波書店、1966年（日本語初版＝原書第6版）
- 『経済分析の基礎』、佐藤隆三訳、勁草書房、1967年（増補版, 1986年）ISBN 978-4326500062
- 『経済学と現代』、福岡正夫訳、日本経済新聞社、1972年（新版1979年）
- 『国際経済』、竹内書店、1972年
- 『経済学（上・下）』、都留重人訳、岩波書店、1974年（原書第9版）（新版, 1981年）ISBN 978-4000008877、ISBN 978-4000008884
- 『世紀末・世界のジレンマ』、宮崎勇編、ポール・A・サムエルソンほか訳、日本YMCA同盟出版部、1983年
- 『サミュエルソン　日本の針路を考える』、佐藤隆三編・解説、勁草書房、1984年
- 『サムエルソン　心で語る経済学』、都留重人監訳、ダイヤモンド社、1984年
- 『サミュエルソン　サンプラー／アメリカ――ある時代の軌跡』、佐藤隆三訳、勁草書房、1984年
- 『世紀末の日本と世界』（Symposium on Next）、ポール・A・サミュエルソンほか著、講談社、1985年
- （P・A・サムエルソン、W・D・ノードハウス共著）『サムエルソン　経済学』、都留重人訳、岩波書店、1985年（原書第13版）
- 『国民所得分析』（サミュエルソン経済学体系1）、篠原三代平・佐藤隆三編集、小原敬士ほか訳、勁草書房、1979年
- 『消費者行動の理論』（サミュエルソン経済学体系2）、篠原三代平・佐藤隆三編集、宇佐美泰生ほか訳、勁草書房、1980年
- 『資本と成長の理論』（サミュエルソン経済学体系3）、篠原三代平・佐藤隆三編集、勁草書房、1995年
- 『経済動学の理論』（サミュエルソン経済学体系4）、篠原三代平・佐藤隆三編集、勁草書房、1981年
- 『国際経済学』（サミュエルソン経済学体系5）、篠原三代平・佐藤隆三編集、小島清ほか訳、1983年
- 『経済分析とリニア・プログラミング』（サミュエルソン経済学体系6）、篠原三代平・佐藤隆三編集、1983年
- 『厚生および公共経済学』（サミュエルソン経済学体系7）、篠原三代平・佐藤隆三編集、未刊
- 『アメリカの経済政策』（サミュエルソン経済学体系8）、篠原三代平・佐藤隆三編集、福岡正夫ほか訳、1982年
- 『リカード　マルクス、ケインズ…』（サミュエルソン経済学体系9）、篠原三代平・佐藤隆三編集、塩野谷祐一ほか訳、1979年
- 『社会科学としての経済学』（サミュエルソン経済学体系10）、篠原三代平・佐藤隆三編集、1997年

## 批判的なもの
- Anti-Samuelson, Volume One, Marc Linder/著, Julius Sensat Jr./協力 ISBN 0916354156
- Anti-Samuelson, Volume Two, Marc Linder/著, Julius Sensat Jr./協力 ISBN 0916354172